# Metro van Rio de Janeiro
De metro van Rio de Janeiro (Portugees: Metrô do Rio, verkort Metrô) is een belangrijk middel van openbaar vervoer in de stad Rio de Janeiro, de tweede stad van Brazilië. Het metrostelsel opende in 1979, vijf jaar nadat São Paulo de primeur van het land kende. Terwijl de metro van São Paulo in 35 jaar uitgroeide tot een netwerk van formaat, bleef Rio's metro een systeem van beperkte grootte. De metro bestaat uit drie lijnen en telt 41 stations.

## Netwerk

### Linha 1 - Laranja
Lijn 1 (oranje) verbindt de stranden in het zuiden van Rio, via het zakendistrict met Tijuca. De metrotreinen rijden vanuit zuidelijke richting in een ruime bocht onder het centrum door naar het Central, waar overstappen op de trein mogelijk is. Hierna verloopt de lijn in westelijke richting naar eindstation Uruguai. Enkele stations kennen een spectaculaire architectuur, de meeste echter zijn zakelijk uitgevoerd. De wanden van veel stations van lijn 1 zijn met marmer bekleed. Binnen de ruime stations wordt weinig reclame getoond. De lijn heeft een lengte van 19 kilometer en is geheel ondergronds aangelegd.
Na negen jaar bouw werd het eerste stukje in maart 1979 in gebruik genomen. Tussen de stations Glória en Praça Onze pendelden de metrotreinen heen en weer, onder het zakendistrict van de stad door. Twee jaar later werd de lijn in zuidelijke richting verlengd tot aan Botofago, in 1982 bereikte lijn 1 aan de westkant Saens Peña en in 2011 werden de werken begonnen aan het station Uruguai, dat in 2014 opende. In 1998 kwam het eerste deel van een uitbreiding naar het zuiden gereed, zodat enkele stranden per metro bereikbaar werden. In de volgende tien jaar werd langzaam uitgebreid tot aan station General Osório in Ipanema, dat in 2009 opende. De wijk Copacabana en het het 4 km lange strand zijn zodoende goed per metro bereikbaar.

### Linha 2 - Verde
Lijn 2 (groen) is parallel aan de bestaande voorstadslijn in noordelijke richting aangelegd. In de jaren zeventig werd gekozen voor een gemengde aanpak: premetro (veículo leve sobre trilhos, eigenlijk licht voertuig) voor het noordelijke deel van de lijn (tussen Maria da Graça en Pavuna) en een volwaardig metrosysteem voor het deel vanaf het centrum naar Maria da Graça. Inspiratie hiervoor waren de Belgische steden met premetro. Voor de toekomst was een complete uitbouw tot volwaardige metrostandaard reeds voorzien. Tussen '79 en '82 arriveerden de eerste premetrotreinen, terwijl slechts het eerste stukje van het zuidelijke deel gereed was. Omdat er een tekort aan metrotreinen was op lijn 1, werden de lichte treinen omgebouwd zodat voeding via een derde rail mogelijk. Aangezien de metroperrons iets hoger komen dan premetro perrons, waarvoor de treinen gebouwd waren, werden treden uit de voertuigen verwijderd.
In de jaren hierna ontstond bij de uitbreiding richting de noordelijke voorsteden op Maria da Graça een overstap, vanwege het verschil qua systeem. Voorbij de overstap werden lage perrons aangelegd en werden de treinen via bovenleiding en pantograaf gevoed. De overstap op Maria da Graça werd door reizigers beoordeeld als oncomfortabel. Bovendien bleek dat twee baansystemen en drie treinsoorten onderhouden duur en onhandig was voor het staatsbedrijf. Zodoende werd al drie jaar na de opening van lijn 2 besloten om over de gehele lijn op hetzelfde systeem over te gaan, volwaardige metro. Treinen met pantograaf werden omgebouwd, op het stuk waar bovenleiding hing werd deze verwijderd en werd derde rail aangelegd. Alle gelijkvloerse kruisingen in het noordelijk deel gingen bovendien op de schop. Vandaag de dag rijdt er geen premetromaterieel meer op de lijn, in de jaren negentig werden de lichte treinen door moderne, bredere wagens vervangen.
Lijn 2 is voor het grootste deel bovengronds aangelegd, maar maakt ook gebruik van de metrotunnel van lijn 1. Voor deze verlenging werd gekozen om de halte Central te ontlasten, die ook als overstap naar de treinen dient. Beide lijnen zijn met een spoorwijdte van 1600 mm aangelegd; treinen in dit deel van Brazilië rijden ook op deze spoormaat.

### Linha 4 - Amarela
Lijn 4 (geel) verloopt vanaf Ipanema / General Osório in westelijke richting, richting Barra da Tijuca. De bouw van de lijn (kleur: geel) startte in 2010 en volgens planning kwam hij gereed eind juli voor de Olympische zomerspelen van 2016 in Rio. De vierde lijn heeft een lengte van 16 km en de metro doet zes stations aan.
| Lijn     | Terminals                                                    | Geopend | Lengte  | Stations |  |
| -------- | ------------------------------------------------------------ | ------- | ------- | -------- |  |
| 1 Oranje | Ipanema / General Osório ↔ Uruguai / Tijuca                  | 1979    | 17,9 km | 20       |  |
| 2 Groen  | Pavuna ↔ Botafogo                                            | 1981    | 30,2 km | 25       |  |
| 4 Geel   | Ipanema / General Osório ↔ Jardim Oceânico / Barra da Tijuca | 2016    | 16,0 km | 6        |  |

## Uitbreidingen
Voor de langere termijn zijn nog drie andere lijnen voorzien, lijn 3, 5 en 6. Het plan is om lijn 3 met private financiering te bekostigen. Idee is dat de treinen onder de baai van Guanabara door, naar São Gonçalo en Niterói rijden vanaf station Arariboia. Lijn 5 en 6 dienen onder meer het internationale vliegveld beter bereikbaar te maken.

## Galerij

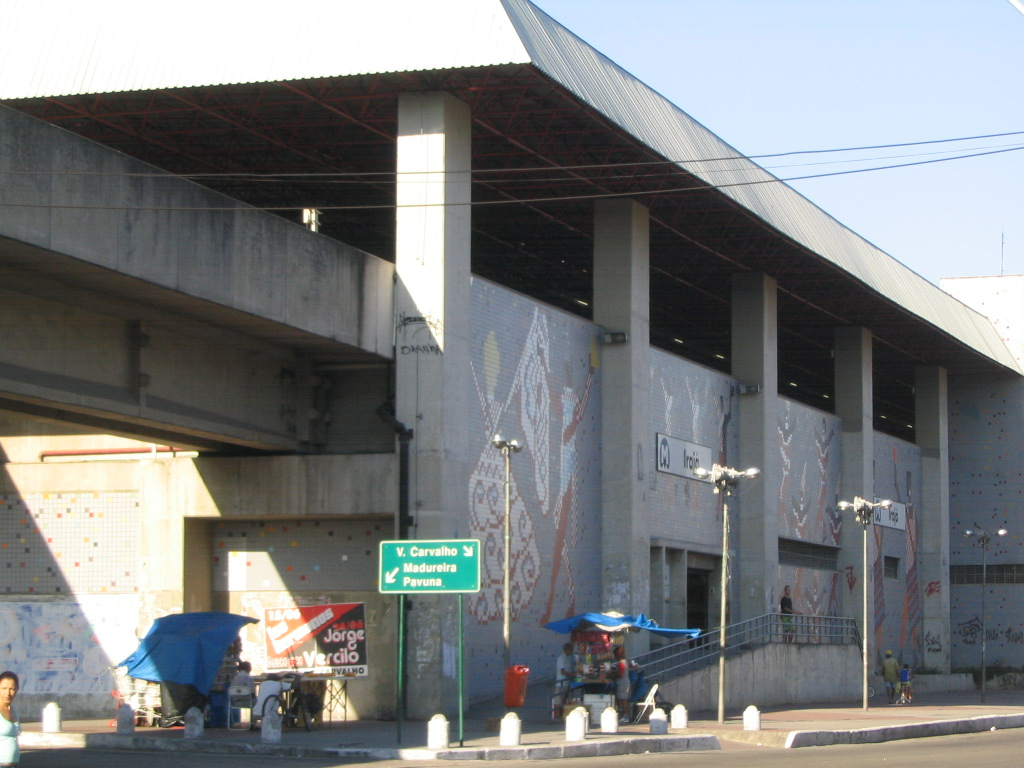
Station Irajá in de gelijk- namige wijk Irajá op lijn 2
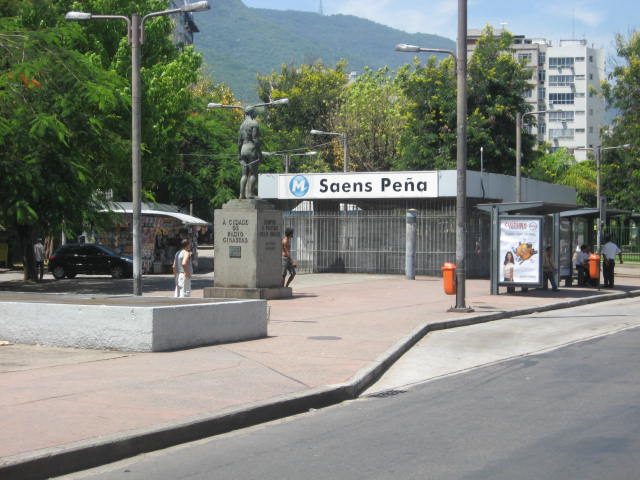
De entrée van station Saens Peña
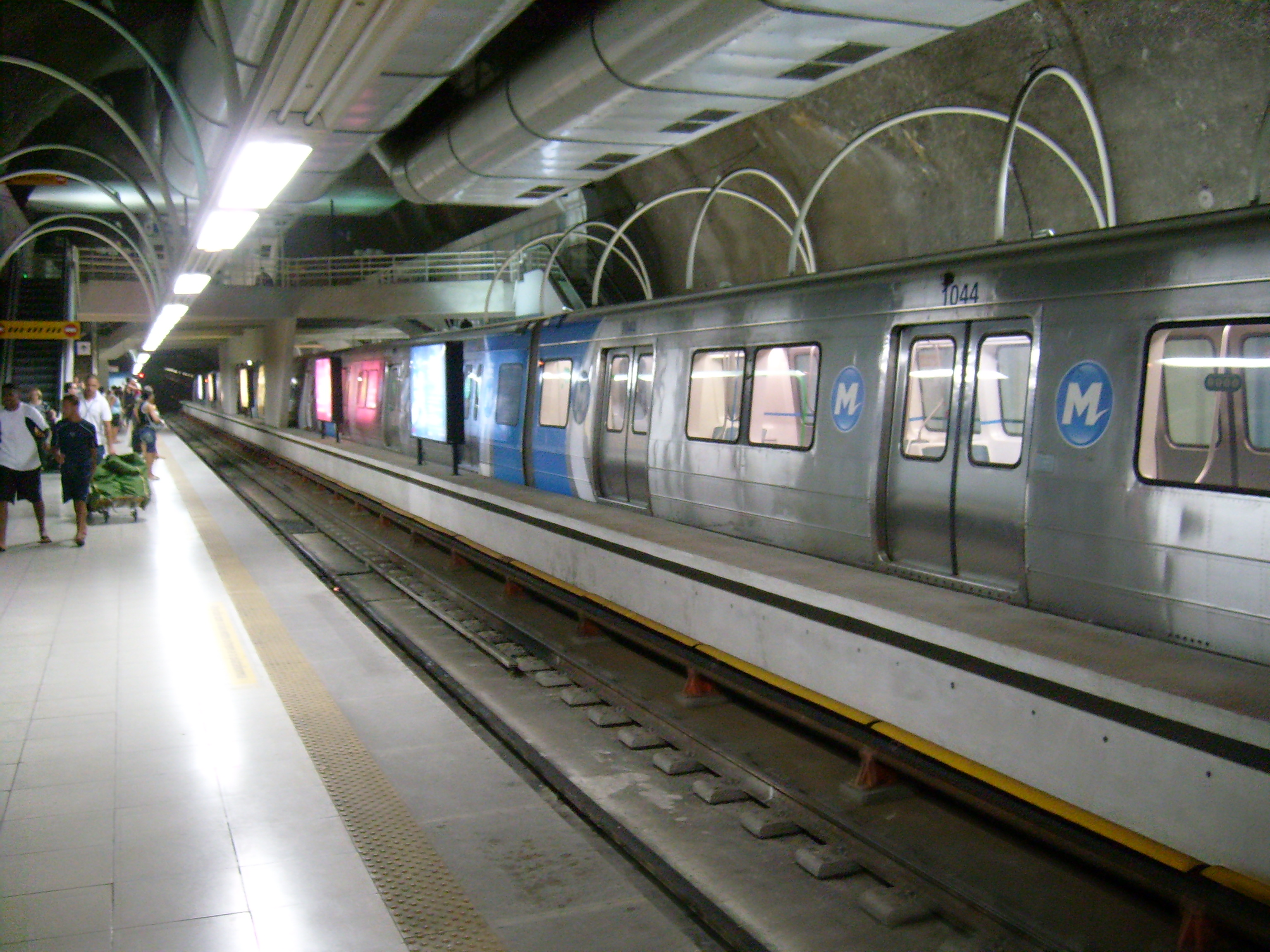
Interieur en perrons van station Cantagalo
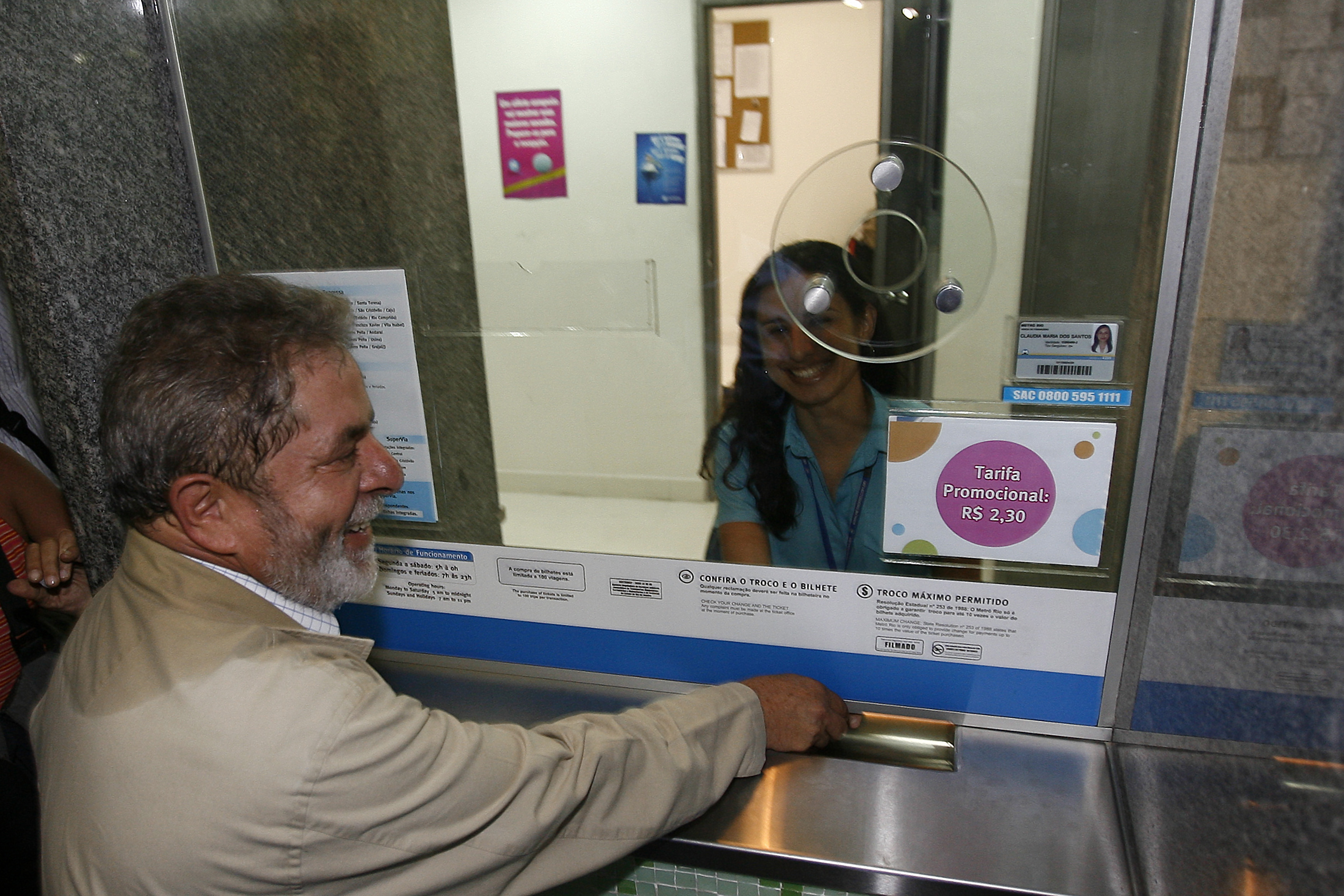
Lula koopt een kaartje bij een loket
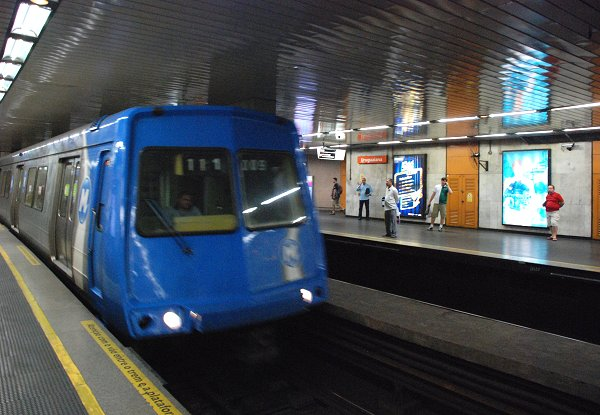
Een metrotrein rijdt station Uruguaiana binnen